# Niewypowiedziana wojna
Niewypowiedziana wojna – polski film fabularno-dokumentalny z 2000 roku. 

## Wersja oryginalna
Reżyseria: Mariusz Malinowski

Scenariusz: Mariusz Wituski

Zdjęcia: Jacek Zygadło

Dźwięk: Andrzej Jankowski

Montaż: Piotr Stykowski

Animacje batalistyczne: Sławomir Rakowiecki

Opracowanie graficzne: Piotr Stykowski

Konsultacja: 
- Paweł Wieczorkiewicz,
- Romuald Turkowski

Organizacja produkcji: Małgorzata Malinowska

Produkcja wykonawcza: Alliance (dla Programu 1 TVO)

Obsada: 
- Krzysztof Kolberger jako generał Maxime Weygand
- Andrzej Precigs jako Józef Piłsudski
- Włodzimierz Bednarski
- Janusz Bukowski
- Maciej Czapski
- Aleksander Gawroński
- Tomasz Grochoczyński
- Jacek Kopczyński
- Krzysztof Kumor
- Ryszard Nawrocki
- Karol Stępkowski

i inni